# Pag - od uvale Luka V. do rta Krištofor
Pag - od uvale Luka V. do rta Krištofor este o arie protejată (sit de importanță comunitară — SCI) din Croația întinsă pe o suprafață de 368,23 ha, integral marine.

## Localizare
Centrul sitului Pag - od uvale Luka V. do rta Krištofor este situat la coordonatele 44°31′23″N 15°02′02″E / 44.523°N 15.034°E.

## Înființare
Situl Pag - od uvale Luka V. do rta Krištofor a fost declarat sit de importanță comunitară în iulie 2013 pentru a proteja un număr necunoscut de specii din flora spontană și fauna sălbatică aflate în arealul zonei.

## Biodiversitate
Situată în ecoregiunea marină mediteraneană, aria protejată conține 1 habitat natural: Recifuri.
La baza desemnării sitului se află un număr nedeclarat de specii protejate.